# Texas Chainsaw Massacre (Filmreihe)
Texas Chainsaw Massacre ist eine US-amerikanische Horror- und Thrillerfilmreihe, die von Kim Henkel und Tobe Hooper entwickelt wurde. Sie besteht aus neun Filmen, diversen Comics, einem Roman und zwei Videospieladaptionen.
Im Mittelpunkt der Reihe stehen der kannibalistische Amokläufer Leatherface, der eine Kettensäge als charakteristische Waffe benutzt, und seine Familie, die ahnungslose Besucher ihres Territoriums in der trostlosen texanischen Landschaft terrorisieren und sie in der Regel töten und anschließend kochen.
Die Figur von Leatherface wurde inspiriert durch den wahren Mörder und Leichenschänder Ed Gein, der nachweislich mindestens zwei Frauen umgebracht hatte und sich an den Körperteilen von zahlreichen weiteren Toten zu schaffen machte. Gein bot durch seine Taten ebenfalls Inspiration für die Figuren des Norman Bates aus Psycho und Buffallo Bill aus Das Schweigen der Lämmer.
Die Filmreihe hat an den weltweiten Kinokassen über 252 Millionen Dollar eingespielt.

## Filme
| Jahr | Deutscher Titel                          | Regie                             | Drehbuch                                   | Produktion                                                                   |
| ---- | ---------------------------------------- | --------------------------------- | ------------------------------------------ | ---------------------------------------------------------------------------- |
| 1974 | Blutgericht in Texas                     | Tobe Hooper                       | Tobe Hooper & Kim Henkel                   | Tobe Hooper                                                                  |
| 1986 | Texas Chainsaw Massacre 2                | Tobe Hooper                       | L. M. Kit Carson                           | Yoram Globus & Menahem Golan                                                 |
| 1990 | Leatherface: Texas Chainsaw Massacre III | Jeff Burr                         | David J. Schow                             | Robert Engelman                                                              |
| 1995 | Texas Chainsaw Massacre – Die Rückkehr   | Kim Henkel                        | Kim Henkel                                 | Kim Henkel & Robert Kuhn                                                     |
| 2003 | Michael Bay’s Texas Chainsaw Massacre    | Marcus Nispel                     | Scott Kosar                                | Michael Bay & Mike Fleiss                                                    |
| 2006 | Texas Chainsaw Massacre: The Beginning   | Jonathan Liebesman                | Sheldon Turner                             | Michael Bay, Mike Fleiss, Andrew Form, Brad Fuller, Kim Henkel & Tobe Hooper |
| 2013 | Texas Chainsaw 3D                        | John Luessenhop                   | Adam Marcus, Debra Sullivan & Kirsten Elms | Carl Mazzocone                                                               |
| 2017 | Leatherface                              | Julien Maury & Alexandre Bustillo | Seth M. Sherwood                           | Christa Campbell, Lati Grobman, Carl Mazzocone & Les Weldon                  |
| 2022 | Texas Chainsaw Massacre                  | David Blue Garcia                 | Chris Thomas Devlin                        | Fede Álvarez, Pat Cassidy, Herbert W. Gains, Ian Henkel & Kim Henkel         |

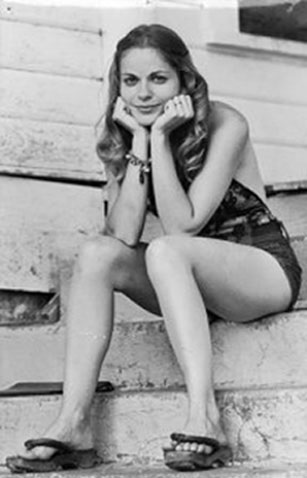
Teri McMinn beim Dreh von Blutgericht in Texas, 1974

Blutgericht in Texas, geschrieben und inszeniert von Tobe Hooper, war der erste und erfolgreichste Teil der Reihe. Er gilt als der erste Slasher-Film der 1970er Jahre und begründete viele der Klischees, die in unzähligen späteren Low-Budget-Slashern zu finden sind. Die Handlung dreht sich um eine Familie von Kannibalen, die im ländlichen Texas lebt und Kunden ihrer Tankstelle entführt. Die bekannteste Figur des Films, Leatherface, wurde zu einer der bekanntesten Bösewichte der Kinogeschichte und zeichnet sich durch seine Masken aus Menschenhaut, seine blutgetränkte Metzgerschürze und seine Kettensäge aus. Obwohl der Film als wahre Geschichte vermarktet wurde, stellt er keine tatsächlichen Ereignisse dar, sondern ist (wie der Film Psycho) von dem berüchtigten Killer Ed Gein inspiriert, der allein handelte und keine Kettensäge benutzte.
Trotz des großen Erfolges des ersten Teils dauerte es 12 Jahre, bis Texas Chainsaw Massacre 2 erschien, der 13 Jahre nach den Ereignissen des ersten Films spielt. Obwohl er sein relativ geringes Budget wieder einspielen konnte, wurde der Film nicht als finanzieller Erfolg gewertet. Seit seiner Erstveröffentlichung hat er jedoch einen eigenen Kult entwickelt. Im Gegensatz zu seinem Vorgänger, der einen dokumentarischen Charakter hatte, ist die Fortsetzung ein komödiantischer Horrorfilm mit schwarzem Humor und verschiedenen Gore-Effekten, die vom Maskenbildner Tom Savini kreiert wurden. Der Film enthält einen Auftritt des Schriftstellers Kinky Friedman und des Filmkritikers Joe Bob Briggs. Briggs’ Cameo-Auftritt wurde ursprünglich bei der Bearbeitung herausgeschnitten, aber für die Director’s-Cut-Version des Films wiederhergestellt, als sie auf DVD veröffentlicht wurde.
Mit Leatherface: Texas Chainsaw Massacre III kam 1990 eine Fortsetzung der beiden vorangegangenen Filme ins Kino. In den Hauptrollen spielen Kate Hodge, Ken Foree und Viggo Mortensen; Regie führte Jeff Burr. Nach der erfolgreichen Etablierung des Nightmare-Reihe sicherte sich New Line Cinema die Rechte an Texas Chainsaw Massacre, um daraus eine neue Reihe zu starten. Robert Shaye hoffte, den komödiantischen Ton des zweiten Teils hinter sich zu lassen und die Reihe zu ihren düsteren Wurzeln zurückzubringen und die Titelfigur Leatherface als Hauptcharakter über seine kannibalische Familie zu stellen. Es war außerdem vorgesehen, dass Gunnar Hansen als Leatherface zurückkehren sollte. Allerdings konnten sich die Parteien nicht auf eine entsprechende Vergütung einigen, weswegen die Rolle dann von R. A. Mihailoff übernommen wurde. Da der Film kein kommerzieller Erfolg war, sah New Line Cinema davon ab, die Reihe weiter fortzusetzen.
Texas Chainsaw Massacre – Die Rückkehr kam 1995 als vierter Film der ursprünglichen Reihe. Für das Drehbuch konnte Kim Henkel, Drehbuchautor des Originals, zurückgewonnen werden. Henkel übernahm zudem auch die Regie des Films. Er wurde von Columbia Pictures unter dem Titel The Return of the Texas Chainsaw Massacre veröffentlicht. 1997 erfolgte eine Neuveröffentlichung unter dem Titel The Texas Chainsaw Massacre. The Next Generation, in der Hoffnung, von dem steigenden Bekanntheitsgrad der Hauptdarsteller Renée Zellweger und Matthew McConaughey nach ihren Filmen Jerry Maguire bzw. Die Jury aus dem Jahr 1996 zu profitieren.

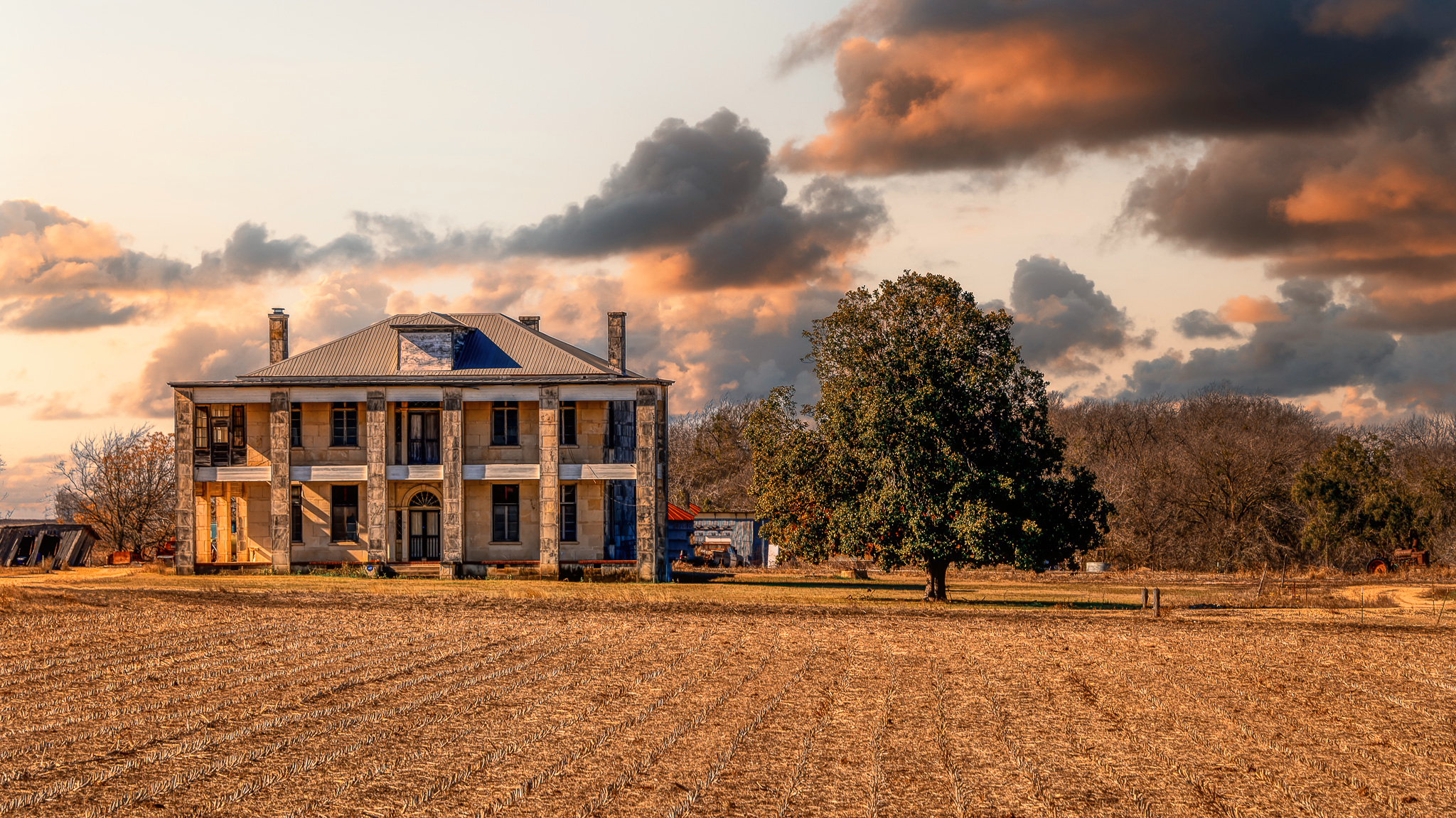
Das Haus der Familie Hewitt in Michael Bay’s Texas Chainsaw Massacre.

 Am 5. Dezember 2001 wurde bekannt, dass Michael Bay sich mit seiner neu gegründeten Firma Platinum Dunes die Rechte für eine Neuverfilmung gesichert habe. Frühe Ankündigungen deuteten darauf hin, dass es sich bei dem neuen Film um eine Rückblende handeln sollte und auch Marilyn Burns als Sally Hardesty zurückkehren sollte. Der Regisseur Marcus Nispel sollte mit dem Film sein Regiedebüt geben, obgleich dieser zunächst gegen eine Neuverfilmung des Originals gewesen ist. Er nannte es eine „Blasphemie“ gegenüber dem Kameramann Daniel Pearl, der den Originalfilm gedreht hatte und zahlreiche Musikvideos mit Nispel produzierte. Pearl ermutigte Nispel jedoch, sich an dem Projekt zu beteiligen und kehrte schließlich selbst als Kameramann zu dem Franchise zurück. Als Drehbuchautor wurde schließlich Scott Kosar verpflichtet. Der Film folgt größtenteils einem anderen Handlungsstrang als das Original von 1974. Ein wesentlicher Unterschied zwischen den beiden Filmen besteht beispielsweise darin, dass die Gruppe nicht Leatherfaces psychotischen Anhalter-Bruder mitnimmt, sondern auf eine traumatisierte Überlebende stößt, die sich in ihrem Van erschießt. Der Film nennt Leatherfaces Hintergrund, einen echten Namen (Thomas Brown Hewitt) sowie einen möglichen Grund für sein Maskentragen, nämlich eine Hautkrankheit, die seine Nase verfaulen ließ.
Das Remake erhielt bei seiner Veröffentlichung gemischte Kritiken, war aber finanziell so erfolgreich, dass mit Texas Chainsaw Massacre: The Beginning zu einem Prequel kam, das 2006 veröffentlicht wurde und im Jahr 1969 spielt. Unter der Regie von Jonathan Liebesman, mit einem Drehbuch von Sheldon Turner und produziert von Michael Bay, werden die Wurzeln von Leatherfaces Familie erforscht und ihre Vergangenheit beleuchtet. Die erste Maske von Leatherface ist ebenso zu sehen wie der erste Mord, den er mit einer Kettensäge begeht. Der Film spielte weniger ein als sein Vorgänger und wurde von der Filmkritik weitgehend negativ aufgenommen, weswegen die Geschäftsführer von Platinum Dunes, Brad Fuller und Andrew Form, erklärten, dass das Unternehmen keinen dritten Film des Texas Chainsaw Massacre-Remakes produzieren werde.
2013 wurde mit Texas Chainsaw 3D eine direkte Fortsetzung des ersten Teils veröffentlicht, der alle anderen Filme der Reihe ignoriert und direkt an die Ereignisse des Originals von 1974 anschließt. Der Film wurde von John Luessenhop inszeniert und von Adam Marcus, Stephen Susco und Debra Sullivan geschrieben. Texas Chainsaw handelt von einem jungen Mädchen namens Heather, die mit ihren Freunden nach Texas reist, um das Erbe ihrer verstorbenen Großmutter anzutreten, die sie nie kennen gelernt hat. Dort entdeckt Heather, dass sie zur Familie Sawyer gehört, die nach den Ereignissen des Films von 1974 von den Einwohnern der Stadt getötet wurde, und dass sie eine Cousine von Leatherface ist. Marilyn Burns, die im ersten Teil als Sally Hardesty zu sehen war, kehrte in einer neuen Rolle als Mutter von Leatherface, Verna Carson, zum Franchise zurück. Ihr letzter Auftritt in der Reihe war 1994 in The Next Generation, wo sie als Patientin einer psychiatrischen Anstalt einen Cameoauftritt hatte. Ebenfalls kehrte Gunnar Hansen, der im Original Leatherface verkörperte, für einen Cameoauftritt zurück. Er war in der Eröffnungssequenz, die direkt ans Ende des ersten Films ansetzt, als Mitglied der Sawyer-Familie zu sehen.
2017 wurde zu Texas Chainsaw 3D ein Prequel veröffentlicht, dass den Titel Leatherface trug und vor die Ereignisse des Originals ansetzt. Vor der Veröffentlichung von Leatherface hatten die Produzenten die Rechte für sechs weitere Texas Chainsaw Massacre-Filme. Im April 2015 erklärte die Produzentin Christa Campbell, dass das Schicksal der verbleibenden Filme weitgehend von dem finanziellen Erfolg und den wahrgenommenen Reaktionen der Fans auf das Prequel von 2017 abhängen würde. Da die Veröffentlichung von Leatherface jedoch zu viel Zeit in Anspruch nahm verloren Lionsgate und Millennium Fims die Rechte für die Reihe. Im Anschluss erwarb Legendary Entertainment die Rechte am Franchise mit dem Interesse, Fernseh- und Filmprojekte zu entwickeln.
Mit Texas Chainsaw Massacre kam 2022 ein weiterer Film der Reihe. Der Film spielt 50 Jahre nach den Ereignissen von Blutgericht in Texas. Aufgrund des Todes von Marilyn Burns wurde die Rolle von Sally Hardesty, die sich hier nach 50 Jahren erneut Leatherface gegenüberstellt, von Olwen Fouéré übernommen. Die ursprünglichen Regisseure Ryan und Andy Tohill wurden nach einer Woche Drehzeit entlassen und durch David Blue Garcia ersetzt. Chris Thomas Devlin schrieb das Drehbuch, die Geschichte stammt von Fede Álvarez und Rodo Sayagues. Der Film erhielt keinen Kinostart. Stattdessen sicherte sich Netflix die weltweiten Lizenzrechte und veröffentlichte den Film am 18. Februar 2022. Der Film erhielt überwiegend negative Kritiken.
Mit Texas Chainsaw Legacy soll derzeit ein zehnter Film in Entwicklung sein.

## Wiederkehrende Charaktere
In der folgenden Übersicht, sind lediglich die Charaktere aufgeführt, die in mindestens zwei Filmen aufgetreten sind. Die farbigen Leisten dienen zur Übersicht, welche zusammenhängende Chronologie mit den Filmen erzählt wird.
| Charakter       | Auftritte            | Auftritte                 | Auftritte                                | Auftritte                              | Auftritte                             | Auftritte                              | Auftritte         | Auftritte        | Auftritte                     |
| --------------- | -------------------- | ------------------------- | ---------------------------------------- | -------------------------------------- | ------------------------------------- | -------------------------------------- | ----------------- | ---------------- | ----------------------------- |
| Charakter       |                      |                           |                                          |                                        |                                       |                                        |                   |                  |                               |
| Charakter       |                      |                           |                                          |                                        |                                       |                                        |                   |                  |                               |
| Charakter       | Blutgericht in Texas | Texas Chainsaw Massacre 2 | Leatherface: Texas Chainsaw Massacre III | Texas Chainsaw Massacre – Die Rückkehr | Michael Bay’s Texas Chainsaw Massacre | Texas Chainsaw Massacre: The Beginning | Texas Chainsaw 3D | Leatherface      | Texas Chainsaw Massacre       |
| Leatherface     | Gunnar Hansen        | Bill Johnson              | R.A. Mihailoff                           | Robert Jacks                           | Andrew Bryniarski                     | Andrew Bryniarski                      | Dan Yeager        | Sam Strike 1     | Mark Burnham                  |
| Großvater       | John Dugan           | Ken Evert                 |                                          | Grayson Victor Schirmacher             |                                       |                                        | John Dugan        | Eduard Parsehyan |                               |
| Sally Hardesty  | Marilyn Burns        | Erwähnung                 | Erwähnung                                | Marilyn Burns 2                        |                                       |                                        | Marilyn Burns 3   |                  | Olwen FouéréMarilyn Burns 1 3 |
| Drayton Sawyer  | Jim Siedow           | Jim Siedow                |                                          |                                        |                                       |                                        | Bill Moseley      | Dimo Alexiew     |                               |
| Luda Mae Hewitt |                      |                           |                                          |                                        | Marietta Marich                       | Marietta MarichAlison Marich 1         |                   |                  |                               |
| Sheriff Hoyt    |                      |                           |                                          |                                        | R. Lee Ermey                          | R. Lee Ermey                           |                   |                  |                               |
| Monty Hewitt    |                      |                           |                                          |                                        | Terrence Evans                        | Terrence Evans                         |                   |                  |                               |
| Tea Lady        |                      |                           |                                          |                                        | Kathy Lamkin                          | Kathy Lamkin                           |                   |                  |                               |
| Verna Sawyer    |                      |                           |                                          |                                        |                                       |                                        | Marilyn Burns     | Lili Taylor      |                               |

## Rezeption

### Einspielergebnisse
Mit einem Einspielergebnis von knapp 253 Millionen US-Dollar befindet sich Texas Chainsaw Massacre auf Platz 22 der erfolgreichsten Horrorfilmreihen.
Stand: 9. Dezember 2022
| Film                                     | Einspielergebnisse in US-Dollar | Einspielergebnisse in US-Dollar | Einspielergebnisse in US-Dollar | Budget in US-Dollar | Quelle |
| Film                                     | USA                             | Deutschland                     | Weltweit                        | Budget in US-Dollar | Quelle |
| ---------------------------------------- | ------------------------------- | ------------------------------- | ------------------------------- | ------------------- | ------ |
| Blutgericht in Texas                     | 30.860.378                      |                                 |                                 | 0,14 Millionen      | [ 11 ] |
| Texas Chainsaw Massacre 2                | 8.025.872                       | 4,7 Millionen                   | [ 12 ]                          |                     |        |
| Leatherface: Texas Chainsaw Massacre III | 5.765.562                       | 2 Millionen                     | [ 13 ]                          |                     |        |
| Texas Chainsaw Massacre – Die Rückkehr   | 185.898                         | 0,6 Millionen                   | [ 14 ]                          |                     |        |
| Michael Bay’s Texas Chainsaw Massacre    | 80.571.655                      | 1.623.397                       | 107.363.905                     | 9,5 Millionen       | [ 15 ] |
| Texas Chainsaw Massacre: The Beginning   | 39.517.763                      | 461.382                         | 51.764.406                      | 16 Millionen        | [ 16 ] |
| Texas Chainsaw 3D 1                      | 34.341.945                      |                                 | 47.340.586                      | 20 Millionen        | [ 17 ] |
| Leatherface 1, 2                         |                                 |                                 | 1.476.843                       | Unbekannt           | [ 18 ] |
| Gesamt:                                  | 199.267.695                     | 2.084.779 +                     | 252.783.450 +                   | 192.800.000 +       | [ 19 ] |

### Kritiken
Der erste Film wurde von Kritikern sowie Fans überwiegend positiv aufgenommen. Bei den Fortsetzungen waren die Kritiken enttäuschend.
Stand: 8. Februar 2023
| Film                                     | Rotten Tomatoes     | Metacritic       | IMDb                      |
| ---------------------------------------- | ------------------- | ---------------- | ------------------------- |
| Blutgericht in Texas                     | 88 % (65 Kritiken)  | 87 (12 Kritiken) | 7,4 (164.818 Bewertungen) |
| Texas Chainsaw Massacre 2                | 50 % (32 Kritiken)  | 42 (13 Kritiken) | 5,6 (34.304 Bewertungen)  |
| Leatherface: Texas Chainsaw Massacre III | 13 % (15 Kritiken)  | 30 (10 Kritiken) | 5,0 (17.455 Bewertungen)  |
| Texas Chainsaw Massacre – Die Rückkehr   | 16 % (37 Kritiken)  | 50 (11 Kritiken) | 3,3 (23.782 Bewertungen)  |
| Michael Bay’s Texas Chainsaw Massacre    | 37 % (158 Kritiken) | 38 (33 Kritiken) | 6,2 (144.351 Bewertungen) |
| Texas Chainsaw Massacre: The Beginning   | 15 % (88 Kritiken)  | 30 (18 Kritiken) | 5,8 (73.917 Bewertungen)  |
| Texas Chainsaw 3D – The Legend Is Back   | 19 % (79 Kritiken)  | 31 (17 Kritiken) | 4,8 (52.297 Bewertungen)  |
| Leatherface                              | 27 % (44 Kritiken)  | 40 (12 Kritiken) | 5,0 (24.661 Bewertungen)  |
| Texas Chainsaw Massacre                  | 31 % (157 Kritiken) | 34 (28 Kritiken) | 4,7 (53.358 Bewertungen)  |

## Andere Medien

### Romane
Am 1. März 2004 wurde die Romanadaption zu dem 2003 erschienenen Michael Bay’s Texas Chainsaw Massacre veröffentlicht, das von Stephen Hand auf Basis des Drehbuchs zum Film geschrieben wurde.

### Comics
1991 erschien mit dem Titel Leatherface eine Reihe von Comics, die sich lose an dem Film Leatherface: Texas Chainsaw Massacre III orientieren. Von der ersten Ausgabe, die von Kirk Jarviven gezeichnet wurde, wurden ca. 30.000 Exemplare verkauft. Für die weiteren Ausgaben war Guy Burwell für die Zeichnungen verantwortlich. Insgesamt erschienen von Northstar Comics vier Ausgaben der Leatherface-Reihe.
Im Anschluss wurde die Reihe von Avatar Press lizenziert, die neue Comic-Geschichten aus der Welt entwickeln wollen. Die erste Ausgabe erschien 2005 unter dem Titel The Texas Chainsaw Massacre Special und wurde von Brian Pulido geschrieben. Für die Zeichnungen war Jacen Burrows. Der Comic orientierte sich am Canon der Neuverfilmung von 2003 und erzählte von drei entflohenen Sträflingen und ihren beiden weiblichen Begleiterinnen, die nach einem verpfuschten Raubüberfall auf den Gemischtwarenladen von Luda Mae Hewitt auf die kannibalistische Familie Hewitt treffen. Die Hewitts töten alle Sträflinge, behalten aber eine der Frauen, Charity, da sie schwanger ist. Nachdem Charity eine Fehlgeburt hatte, entkam sie, nur um von Leatherface ermordet zu werden.
Nach der Veröffentlichung von The Texas Chainsaw Massacre Special veröffentlichte Avatar eine dreiteilige Miniserie mit dem Titel The Texas Chainsaw Massacre: The Grind – geschrieben von Brian Pulido und gezeichnet von Daniel HDR. In der Miniserie geht es um einen Bus voller Chormädchen, die zusammen mit ihren Lehrern und der Tochter des Lehrers in Texas festsitzen, als ihr Bus in der Nähe des Hewitt-Hauses eine Panne hat. Als die beiden Lehrer aufbrechen, um Hilfe zu holen, tötet Leatherface sie, während Hoyt die Mädchen findet, ihnen Drogen verabreicht und sie in der Blair Meat Company einsperrt, wo sie darauf warten, dass Leatherface sie tötet. Die Hewitts töten alle Mädchen, bis auf eines, das entkommt, nur um verhaftet und in eine Irrenanstalt gesteckt zu werden, nachdem Hoyt einen Brief (den sie an ihren misshandelnden Vater geschrieben hat und in dem sie bekennt, wiederkehrende Mordgedanken zu haben) benutzt hat, um es so aussehen zu lassen, als hätte sie ihre Freundinnen getötet.
Die letzte Veröffentlichung von Avatar Press, war der Comic The Texas Chainsaw Massacre: Fearbook, wurde von Antony Johnston getextet und von Daniel HDR und Mauricio Dias gezeichnet. In dieser Einzelausgabe geht es um ein Quartett von Freunden, die sich auf einer Reise quer durchs Land befinden und mit Sheriff Hoyt in Streit geraten, der sie mit Gewalt zum Haus der Hewitts bringt, wo Leatherface sie alle tötet. Nur ein Mädchen namens Lucy überlegt. Als Lucy nach einem Schlag wieder aufwacht, setzt Leatherface eine Maske auf, die aus dem Gesicht ihres Freundes geschaffen wurde, und setzt ihr eine seiner eigenen Masken auf. Er zwingt sie, mit ihm zu tanzen, während sie ihren Verletzungen erliegt.
2006 verlor Avatar Press die Rechte an DC Comics-Imprint Wildstorm, die neue Geschichten basierend auf den Filmen veröffentlichten. Die fortlaufende Comicserie wurde dort von Dan Abnett und Andy Lanning geschrieben und von Wesley Craig gezeichnet. Auch diese Reihe knüpfte an die Kontinuität der Neuverfilmung von 2003 an.
Im Gegensatz zu Avatar trug die Serie von Wildstorm zum Mythos bei, indem sie ein Jahr nach dem Ende des Films von 2003 spielt und so quasi eine Fortsetzung schuf: Leatherface hat einen Arm, Erin wurde in eine psychiatrische Anstalt eingewiesen, das FBI ermittelt in Sheriff Hoyts Büro, und ein Onkel von Pepper (einem Opfer aus dem Film), einer der leitenden Agenten, hat die Hewitts im Visier. Die Handlung folgte neben den Hewitts selbst zwei neuen Charakteren: dem FBI-Agententeam unter der Leitung des rachsüchtigen Agenten Baines und einem Fernsehteam unter der Leitung der lokalen Nachrichtensprecherin Kim Burns, das auf einen neuen Knüller über die Morde in Fuller, Texas, aus ist. In der Serie wurden auch die Rollen einiger Nebenfiguren aus den Filmen erweitert, z. B. die der Tea Lady, Henrietta und Jedidiah. Während in den Filmen diese Figuren als relativ harmlose Mitglieder der Familie dargestellt werden, sind sie in den Comics genauso verrückt und verdorben wie Leatherface und Hoyt; in einer Szene vergewaltigen Henrietta und die Tea Lady einen unter Drogen stehenden FBI-Agenten, um sich selbst zu schwängern, und in einer anderen tötet Jedidiah einen FBI-Agenten (der versucht hat, seine Familie zu verhaften) mit einem Hackbeil im Gesicht. Wildstorm führte auch Mitglieder von Leatherface's Großfamilie ein, die in keinem der beiden Filme vorkamen: Ezekiel „Zeke“ Hewitt und Shiloh Hewitt. Im Laufe der Handlung entdecken die Charaktere, dass die anderen Bewohner des Ortes Fuller von den Aktivitäten der Hewitts wissen und sich mitschuldig machen, indem sie unter einem „Schweigekodex“ leben und sich nicht einmischen. An einer Stelle entkommt Kim Burns dem „Familienessen“ der Hewitts und gelangt in eine örtliche Bar, wo ihr jedoch von den Gästen die Benutzung des Telefons verweigert wird, da die dortigen Barbesitzer „keinen Ärger mit den Hewitts wollen“. Daraufhin wieder Kim von Leatherface selbst hinausgezerrt. Am Ende der Geschichte fährt Kim den Truck der Hewitts zu Schrott, wobei Leatherface aus dem Heck geschleudert wird, und entkommt auf den Highway und in die Nacht, wobei sie Leatherfaces eigene Kettensäge schwingt.
Zwei Monate nach der Einstellung der Serie veröffentlichte Wildstorm The Texas Chainsaw Massacre: Cut!, ein Ein-Heft-Special, geschrieben von Will Pfeifer und gezeichnet von Stefano Raffaele. Diese Ausgabe spielt vierunddreißig Jahre nach dem ersten Film von 2003 und erzählt von einer Gruppe von Filmstudenten, die versuchen, die Hewitts zu dokumentieren. Einen Monat später erscheint ein zweites Special, The Texas Chainsaw Massacre: About a Boy, geschrieben von Dan Abnett und Andy Lanning und gezeichnet von Joel Gomez, das die Geschichte von Thomas Hewitt als Kind vor den Ereignissen von Texas Chainsaw Massacre: The Beginning erzählte. Ein drittes Einzelheft mit dem Titel Hoyt, By Himself vereinte die Autoren Abnett und Lanning mit dem Zeichner Wesley Craig und konzentrierte sich auf Hoyts Vergangenheit, insbesondere auf seine Zeit als Kriegsgefangener während des Koreakrieges und seine zwangsweise Aufnahme des Kannibalismus, um zu überleben.
Im September 2007 erschien Leatherface neben Freddy Krueger in der ersten Ausgabe von New Line Cinema's Tales of Horror in einer Geschichte mit dem Titel The Texas Chainsaw Salesman, geschrieben von Christos Gage und Peter Milligan. Ende 2008 startete Wildstorm eine dreiteilige Miniserie The Texas Chainsaw Massacre: Raising Cain, geschrieben von Bruce Jones und gezeichnet von Chris Gugliotti. Die Miniserie dreht sich um zwei Mitglieder der Familie Hewitt, Zwillingsbrüder, die bei der Geburt getrennt wurden: Kain und Abel, wobei Abel von den Hewitts und Kain von einer normalen, liebevollen Familie aufgezogen wird.

### Videospiele
1983 wurde The Texas Chainsaw Massacre, eine Videospieladaption des Filmes von 1974 für den Atari 2600 von Wizard Video veröffentlicht. In dem Spiel übernimmt der Spieler die Rolle von Leatherface und versucht, Eindringlinge zu ermorden, während er Hindernissen wie Zäunen und Kuhschädeln ausweicht. Als eines der ersten Videospiele mit Horrorthematik löste The Texas Chain Saw Massacre bei seiner Veröffentlichung eine Kontroverse aus, da das Spiel sehr gewalttätig war und sich schlecht verkaufte, da sich viele Videospielläden weigerten, es zu verkaufen. Die andere kommerzielle Veröffentlichung von Wizard Video, die auf Halloween – Die Nacht des Grauens, wurde etwas besser aufgenommen. Die begrenzte Anzahl der verkauften Exemplare machte beide Spiele zu hochgeschätzten Objekten unter Atari-Sammlern.
Im Jahr 2006 veröffentlichte HeroCraft zusammen mit dem Verlag MindMatics das Handyspiel Texas Chainsaw Massacre unter der Lizenz von New Line Cinema.
Bei den The Game Awards im Dezember 2021 wurde ein neues Spiel mit dem Titel The Texas Chain Saw Massacre angekündigt, das auf dem Originalfilm basiert und von Gun Interactive, dem Unternehmen hinter Friday the 13th: The Game, veröffentlicht werden soll. Das Spiel wurde am 18. August 2023 für Microsoft Windows, PlayStation 4, PlayStation 5, Xbox One und Xbox Series X/S veröffentlicht und erschien am selben Tag auch im Xbox Game Pass.
Außerdem wurden Inhalte von Texas Chainsaw Massacre wurde in den Videospielen Mortal Kombat X, Dead by Daylight, Call of Duty: Modern Warfare, Call of Duty: Warzone, Rocket League und Fortnite verwendet.